# Mírame cuando te hablo
Mírame cuando te hablo è una webserie spagnola del 2014.

## Trama
Un gruppo di sordi spagnoli che vanno a vivere delle avventure in un appartamento di Madrid.

## Interpreti della LSE
- Jaime: Jose Lopez Muinos
- Sonia: Paula Carro
- Luis: Antonio Rubal
- Miguel: Nacho Castano

## Episodi
| Stagione         | Numero episodi | Anno |
| ---------------- | -------------- | ---- |
| Prima stagione   | 13             | 2014 |
| Seconda stagione | 13             | 2016 |

## Produzione
Nata da un'idea dell'associazione IDENDEAF. Gli attori sono tutti appartenenti alla comunità sorda spagnola. È la prima web serie nata per approfondire la conoscenza della comunità e della cultura sorda.
Grazie ai premi ed alle partecipazioni dei festival internazionali di web serie ed anche di un buon successo riscosso tra i critici ed il pubblico, la società Idendeaf annuncia la produzione di una seconda stagione della serie.

## Premi e riconoscimenti
Roma Web Fest 2015
Toronto International Deaf Film & Arts Festival 2015Miglior commedia
Bilbao Web Fest 2016